# Sergej Maljutin
Sergej Vasiljevič Maljutin (Сергей Васильевич Малютин; 4. října 1859 – 6. prosince 1937) byl ruský malíř, umělecký řemeslník, scénický designér, ilustrátor a architekt, zpočátku spojený s Hnutím uměleckých řemesel. Většina jeho olejomaleb jsou portréty. Mimo Rusko je možná nejznámější tím, že navrhl grafikou podobu první sady matrjošek, kterou vytvořil Vasilij Zvjozdočkin v roce 1890.

## Život
Maljutin se narodil v Moskvě v rodině obchodníka v roce 1859 a vyrůstal ve Voroněži, kde ho v roce 1870 výstava Peredvižniků inspirovala k tomu, aby se stal umělcem. Od roku 1883 do roku 1886 navštěvoval Moskevskou školu malířství, sochařství a architektury (MSPSA), kde studoval u Illariona Prjanišnikova a Vladimira Makovského. Po absolvování získal stříbrnou medaili. V roce 1890 byl jmenován „svobodným umělcem“.

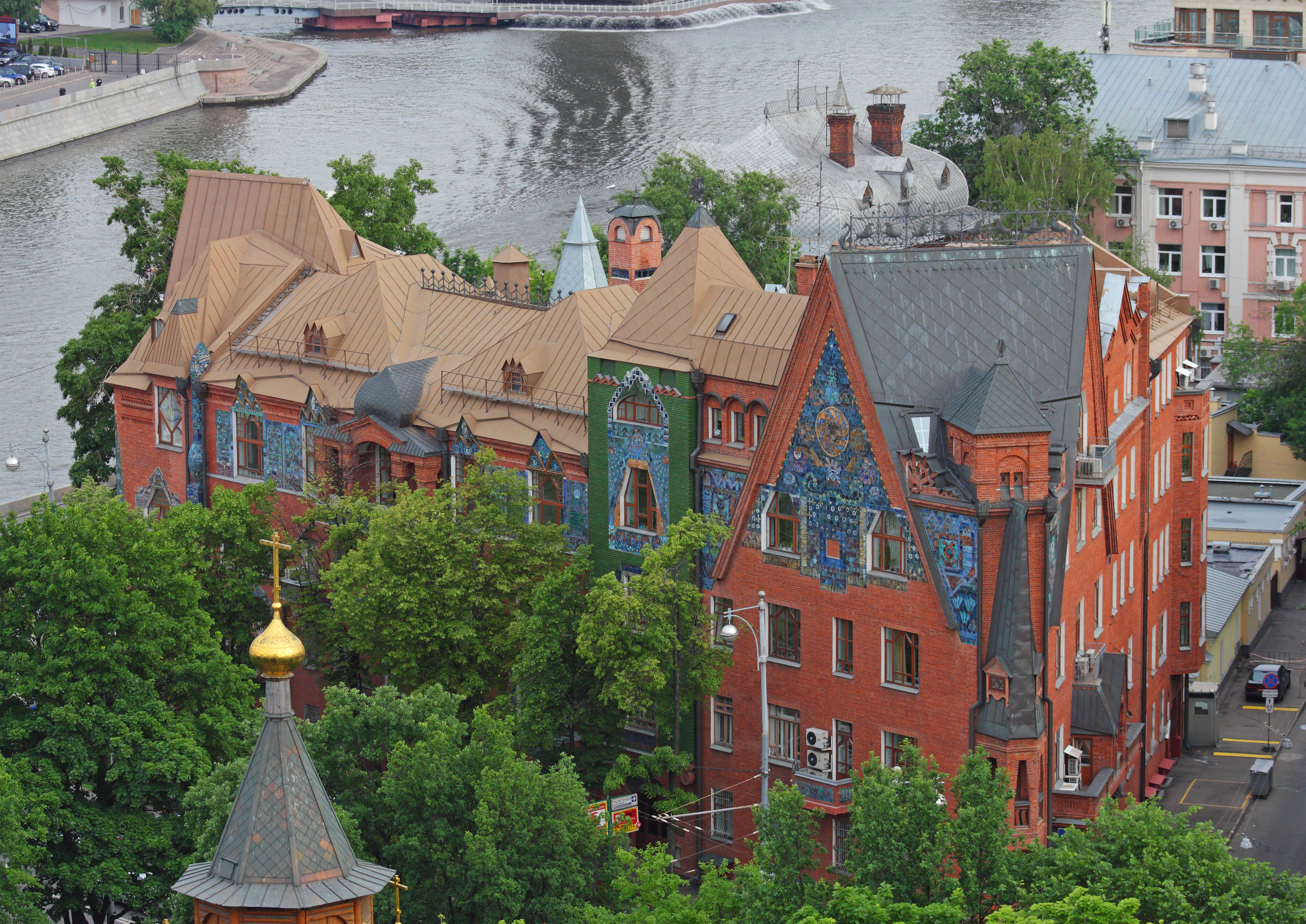
Percovův dům

Téhož roku byl Maljutin zaměstnán jako výtvarník v Soukromé opeře Savvy Mamontova a během následující dekády a půl vytvořil výpravy pro řadu oper a baletů, včetně Louskáčka v Mariinském divadle.
Od roku 1891 do roku 1893 učil Maljutin v Alžbětině institutu a v roce 1896 se stal členem Moskevské společnosti umělců. V té době také tvořil ilustrace k dílům Puškina a ruským pohádkám.
V roce 1900 Maljutin odešel do umělecké kolonie v Talaškinu poblíž Smolenska, kde se zapojil do keramických a řezbářských dílen princezny Marie Teniševové a připojil se k hnutí Svět umění. Tam také navrhl budovu pro školní knihovnu a vyzdobil divadlo. Zůstal tam až do roku 1903. Jeho návrh místního kostela později realizoval architekt Vladimír Suslov. Později ve spolupráci s Nikolajem Žukovem vytvořil Percovův dům v Moskvě. Jeho architektonické návrhy byly součástí ruského obrozeneckého hnutí, a byly zdobeny fantastickými lidovými motivy.
Od roku 1903 do roku 1917 učil na MSPSA. Tehdy také vstoupil k Peredvižnikům (1913) a byl jmenován akademikem Carské akademie umění (1914). Po revoluci v roce 1917 učil na Vyšších uměleckých a technických dílnách (Vchutěmas, ВХУТЕМАС), založených Vladimírem Leninem. Tam působil až do roku 1923. V letech 1918 až 1921 se také podílel na tvorbě propagandistických plakátů známých jako okna ROSTA. V roce 1922 byl jedním ze spoluzakladatelů Asociace umělců revolučního Ruska, které se poprvé sešlo u něj doma, a stal se zastáncem socialistického realismu.
Zemřel v Moskvě v roce 1937 ve věku 79 let.

## Vybraná díla

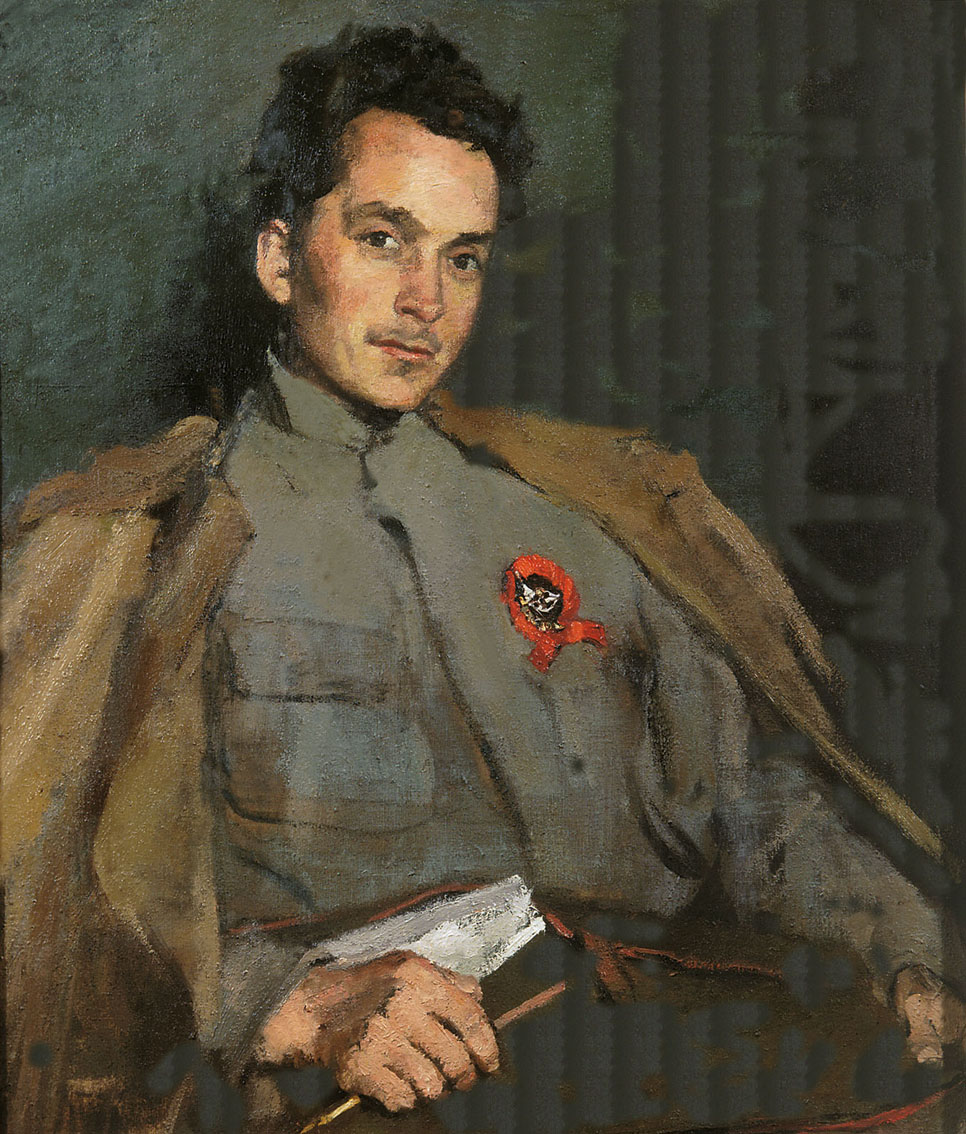
Dmitrij Furmanov
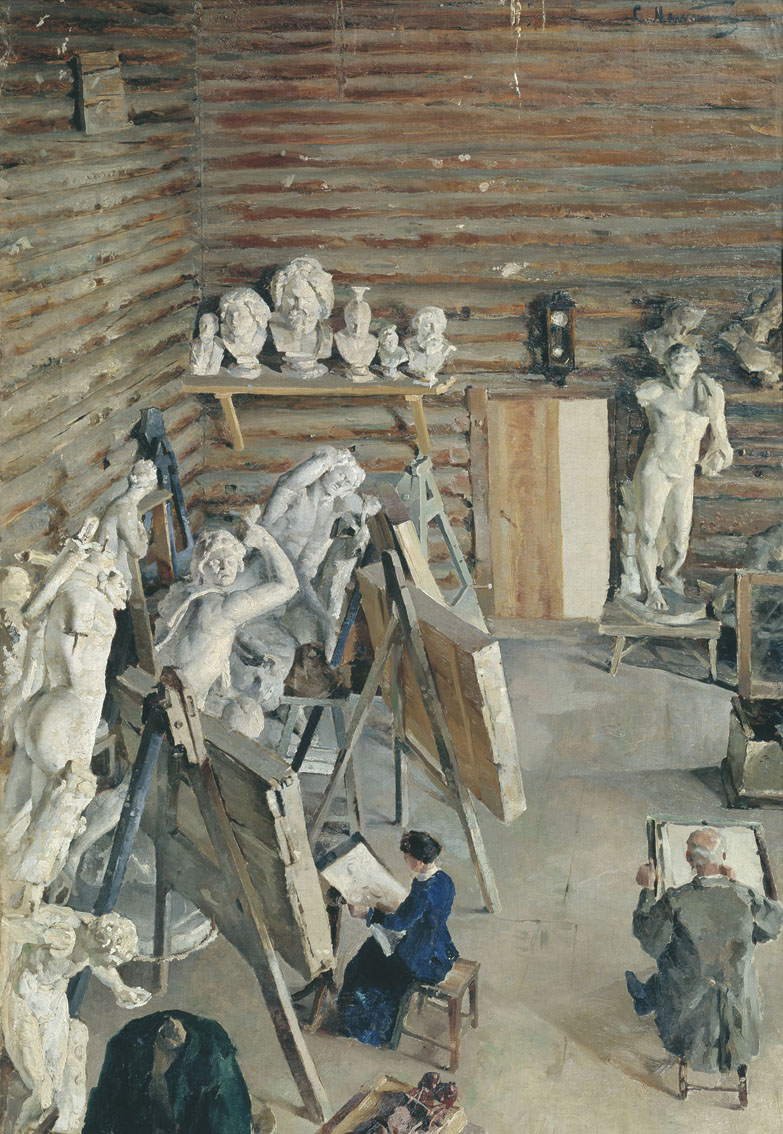
Ateliér sochaře
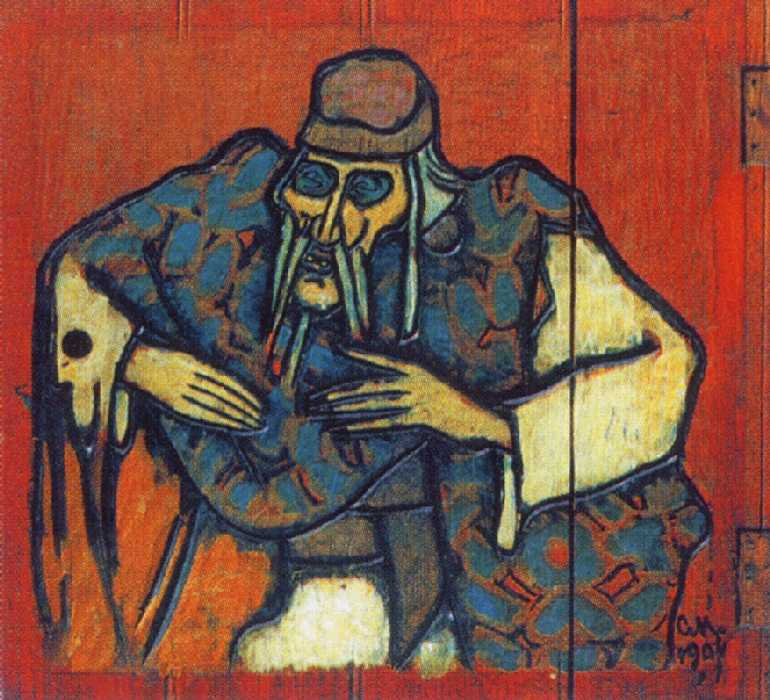
Kostěj Nesmrtelný
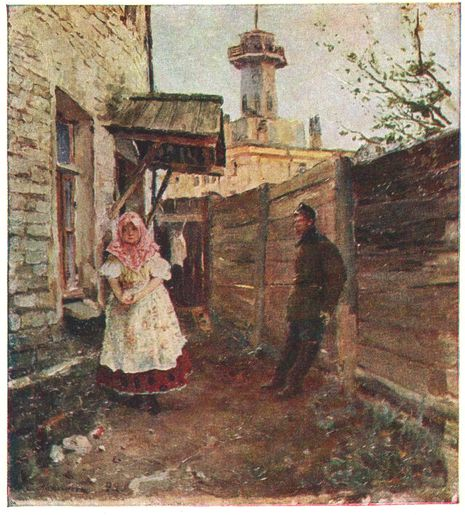
Na návštěvě u sousedů
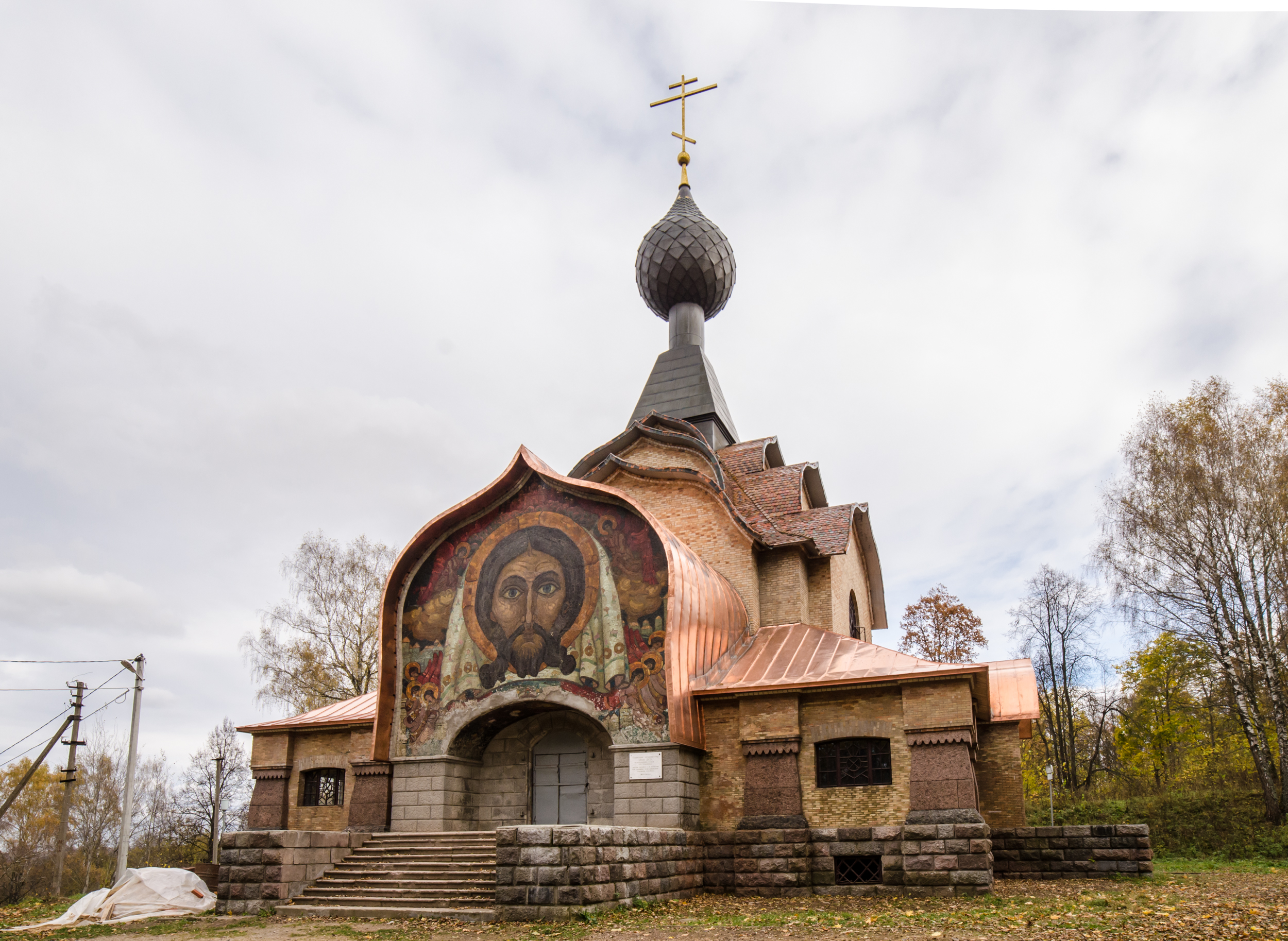
Kostel svatého Ducha v Talaškinu, 1903-05.
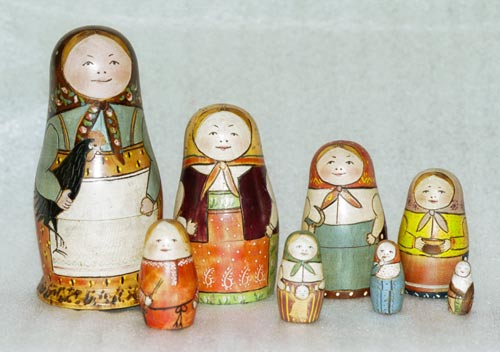
První sada matrjošek, 1890 — vyřezal Zvjozdočkin, pomaloval Maljutin